# Jason Flemyng
Jason Flemyng /ˈd͡ʒeɪsən ˈflɛmɪŋ/, né le 25 septembre 1966 à Putney, dans le Grand Londres, en Angleterre, est un acteur britannique.

## Biographie
Jason Flemyng est le fils du réalisateur écossais Gordon Flemyng. Il a un frère, Gareth Flemyng.
Il fait ses études au Christ's Hospital et au Richmond College et s'intéresse au théâtre et à la politique, faisant partie du Militant tendency avant d'en être exclu en 1987.
Il intègre en 1990 la London Academy of Music and Dramatic Art et en sort diplômé avant d'entrer dans la Royal Shakespeare Company, l'une des troupes théâtrales les plus prestigieuses du Royaume-Uni.

### Vie privée
Il s'est marié avec l'actrice Elly Fairman en juin 2008. Ils ont deux enfants Cassius et Noah Flemyng.
L'un de ses meilleurs amis est l'acteur Dexter Fletcher qu'il a rencontré sur le tournage d'Arnaques, Crimes et Botanique et avec qui il a joué dans plusieurs films depuis lors.
Il est supporter du Chelsea Football Club et pratique le marathon.

## Carrière
Il fait ses débuts à l'écran en jouant dans plusieurs séries télévisées et interprète son premier rôle au cinéma dans Le Livre de la jungle (1994). Il obtient son premier rôle important dans un film à succès avec la comédie de gangsters Arnaques, Crimes et Botanique (1998), réalisée par Guy Ritchie.
Il collabore à nouveau avec ce réalisateur en jouant un petit rôle dans Snatch, où il donne la réplique à Brad Pitt. La même année, il tient le premier rôle de Bruiser, de George Romero.
Il interprète ensuite des seconds rôles importants dans deux adaptations de bandes dessinées d'Alan Moore : From Hell (2001) et La Ligue des Gentlemen extraordinaires (2003), où il joue le double rôle de Jekyll et Hyde et donne la réplique à Sean Connery, l'une de ses idoles.
Parlant assez bien le français, il tourne aussi trois films dans cette langue dont Atomik Circus, le retour de James Bataille (2004). Il joue ensuite notamment des seconds rôles dans deux films de Matthew Vaughn, Layer Cake (2004) et Stardust, le mystère de l'étoile (2007), ainsi que dans Le Transporteur 2 (2005).
En 2008, il retrouve Brad Pitt en interprétant le père de son personnage dans L'Étrange Histoire de Benjamin Button. En 2009, il obtient un rôle récurrent dans la troisième saison de la série télévisée Nick Cutter et les Portes du temps.
Au début des années 2010, il tourne à nouveau avec Matthew Vaughn dans Kick-Ass (2010) et X-Men : Le Commencement (2011), où il interprète le super-vilain Azazel. Il joue aussi un autre rôle de méchant dans Le Choc des titans (2010).

## Filmographie

### Cinéma

#### Longs métrages

##### Années 1990
- 1994 : Le Livre de la jungle (The Jungle Book) de Stephen Sommers : Lieutenant John Wilkins
- 1995 : Rob Roy de Michael Caton-Jones : Gregor
- 1996 : Beauté volée (Stealing Beauty) de Bernardo Bertolucci : Gregory
- 1996 : Une vie normale (Hollow Reed) d'Angela Pope : Frank Donally
- 1996 : La Rage de vivre (Indian Summer) de Nancy Meckler : Tonio
- 1997 : Spice World, le film (Spice World) de Bob Spiers : Brad
- 1997 : The James Gang de Mike Barker : Frank James
- 1998 : Un cri dans l'océan (Deep Rising) de Stephen Sommers : Mulligan
- 1998 : Arnaques, Crimes et Botanique (Lock, Stock and Two Smoking Barrels) de Guy Ritchie : Tom
- 1998 : Le Violon rouge de François Girard : Frederick Pope

##### Années 2000
- 2000 : Snatch : Tu braques ou tu raques (Snatch) de Guy Ritchie : Darren
- 2000 : Bruiser de George Andrew Romero : Henry Creedlow
- 2001 : From Hell d'Albert et Allen Hughes : Netley, le cocher
- 2001 : Rock Star de Stephen Herek : Bobby Beers, chanteur des Steel Dragon
- 2001 : Le Tombeau (The Body) de Jonas McCord : le père Walter Winstead
- 2001 : The Bunker de Rob Green : Caporal Baumann
- 2001 : Carton rouge (Mean Machine) de Barry Skolnick : Bob Likely
- 2002 : Abîmes (Below) de David Twohy : Stumbo
- 2002 : Anazapta d'Alberto Sciamma : Nicholas
- 2003 : La Ligue des Gentlemen extraordinaires (The League of Extraordinary Gentlemen) de Stephen Norrington : Dr Henry Jekyll / Edward Hyde
- 2004 : Layer Cake de Matthew Vaughn : Crazy Larry
- 2004 : Atomik Circus, le retour de James Bataille de Didier et Thierry Poiraud : James Bataille
- 2004 : Drum de Zola Maseko : Jim Bailey
- 2004 : Aaltra de Benoît Delépine et Gustave Kervern : L'anglais à la moto
- 2004 : Le Fils de Chucky (Seed of Chucky) de Don Mancini : Lui-même
- 2004 : Drum de Zola Maseko : Jim Bailey
- 2004 : Lighthouse Hill de David Fairman : Charlie Davidson
- 2005 : Le Transporteur 2 (Transporter 2) de Louis Leterrier : Dimitri
- 2006 : Pu-239 de Scott Z. Burns : Vlad
- 2006 : A Woman in Winter de Richard Jobson : David
- 2006 : Rollin' with the Nines (en) de Julian Gilbey : Capitaine Fleming
- 2006 : Backwaters de Jag Mundhra : Jason
- 2007 : Kill Bobby Z de John Herzfeld : Brian
- 2007 : Stardust, le mystère de l'étoile (Stardust) de Matthew Vaughn : Primus
- 2007 : The Riddle (en) de Brendan Foley : Don Roberts
- 2008 : Mirrors d'Alexandre Aja : Larry Byrne
- 2008 : L'Étrange Histoire de Benjamin Button (The Curious Case of Benjamin Button) de David Fincher : Thomas Button
- 2008 : Shifty d'Eran Creevy : Glen
- 2008 : Mensonges mortels (Telling Lies) d'Antara Bhardwaj : Jack Munro
- 2009 : Solomon Kane de Michael J. Bassett : Malachi
- 2009 : City of Life d'Ali F. Mostafa : Guy Berger

##### Années 2010
- 2010 : Kick-Ass de Matthew Vaughn : le portier
- 2010 : Le Choc des Titans (Clash of the Titans) de Louis Leterrier : Calibos / Acrisius
- 2010 : London Underworld (Dead Cert) de Steven Lawson : Chelsea Steve
- 2011 : Le Sang des Templiers (Ironclad) de Jonathan English : Beckett
- 2011 : Hanna de Joe Wright : Sebastian
- 2011 : X-Men : Le Commencement (X : First Class) de Matthew Vaughn : Azazel
- 2011 : Wild Bill de Dexter Fletcher : John
- 2011 : Jack Falls de Paul Tanter et Alexander Williams : Damien
- 2011 : Lost Christmas de John Hay : Frank
- 2012 : De grandes espérances (Great Expectations) de Mike Newell : Joe Gargery
- 2012 : Hamilton : Dans l'intérêt de la nation (Hamilton : I nationens intresse) de Kathrine Windfeld : Rob Hart
- 2013 : Mariage à l'anglaise (I Give It a Year) de Dan Mazer : Hugh
- 2013 : Sunshine on Leith de Dexter Fletcher : Harry
- 2013 : Welcome to the Punch d'Eran Creevy : Harvey Crown
- 2014 : Gemma Bovery d'Anne Fontaine : Charlie Bovery
- 2014 : Hysteria de Brad Anderson : Swanwick
- 2014 : La Légende de Viy (Viï)  d'Oleg Stepchenko : Jonathan Green
- 2014 : The Journey de Lance Nielsen : Ozzy
- 2014 : Top Dog de Martin Kemp : Dan
- 2015 : Meet Pursuit Delange : The Movie d'Howard Webster : Jonty Smith
- 2017 : Revolt de Jon Miale : Stander
- 2017 : Pegasus Bridge de Lance Nielsen : Nigel Poett
- 2017 : The Black Prince de Kavi Raz : Dr Login
- 2017 : Access All Areas de Bryn Higgins : Pete Kurtz
- 2018 : Walk Like a Panther de Dan Cadan : Ginger Frost
- 2019 : The Singing Club (Military Wives) de Peter Cattaneo : Crooks
- 2019 : La Légende du dragon (Tayna Pechati drakona) d'Oleg Stepchenko : Jonathan Green
- 2019 : Homeless Ashes de Marc Zammit : Gavin
- 2019 : Trick or Treat d'Edward Boase : Le chauffeur de taxi

##### Années 2020
- 2020 : Creation Stories de Nick Moran : Un promoteur
- 2021 : The Chef (Boiling Point) de Philip Barantini : Alastair Skye
- 2022 : 355 (The 355) de Simon Kinberg : Elijah Clarke
- 2022 : A Violent Man de Ross McCall : Frank Gillespie
- 2025 : A Working Man de David Ayer
- 2025 : À contre-sens : Londres (My Fault: London) de Dani Girdwood : Travis

#### Courts métrages
- 1998 : Clueless de Jonathan Karlsen : Harry
- 2011 : Queen of Hearts de Chris Foggin : Le dealer
- 2011 : Welcome to Hoxford : The Fan Film de Julien Mokrani : Raymond Delgado
- 2011 : The Blue Brothers de Martin Kentish : Dominic Blue
- 2014 : Girl Power de Benjamin Bee : Don
- 2015 : The Mill at Calder's End de Kevin McTurk : Nicholas Grimshaw (voix)
- 2015 : Bricks de Neville Pierce : Clive
- 2016 : Albert de Miranda Howard-Williams : Robbie
- 2016 : Ghosted de Neville Pierce : Daniel
- 2016 : Sweet Maddie Stone de Brady Hood : Mr Straker
- 2017 : Winston & Daisy de Felix Brady et Ben Fallows : Winston (voix)
- 2021 : Tiny Dancer de George Jaques : Richard

### Télévision

#### Séries télévisées
- 1992 : Les Aventures du jeune Indiana Jones (The Young Indiana Jones Chronicles) : Émile
- 1992 : Witchcraft : L'assistant du directeur
- 1993 : Les règles de l'art (Lovejoy) : Danny
- 1993 - 1994 : Doctor Finlay : Dr David Neil
- 1997 : Inspecteur Wexford (The Ruth Rendell Mysteries) : Peter Milton
- 1999 : Chasseurs d'écume : William Callaghan
- 1999 : Petites histoires entre amants (Love in the 21st Century) : Nick
- 2004 : Miss Marple (Agatha Christie's Marple) : Lawrence Redding
- 2005 : Ghost Squad (The Ghost Squad) : Jimmy Franks
- 2009 / 2011 : Nick Cutter et les Portes du temps (Primeval) : Danny Quinn
- 2013 : Black Mirror : Jack Napier
- 2014 : The Missing : Mark Walsh
- 2014 : The Musketeers : Vadim
- 2015 : The Last Kingdom : Edmond d'Est-Anglie
- 2017 : Jamestown : Sir George Yeardley
- 2017 : SS-GB : George Mayhew
- 2018 - 2020 : Save Me : Tams
- 2019 : A Christmas Carol : Un fantôme
- 2019 - 2021 : Pennyworth : Lord James Harwood
- 2020 : Two Weeks to Live : Brooks
- 2021 : 13 Seconds in Kent State : Alan Canfora adulte
- 2022 : Love, Death and Robots : Paln (voix)
- 2022 : The Walk-In : Nick Lowes
- 2023 : A Town Called Malice : Albert Lord

#### Téléfilms
- 1993 : Les Épées de diamant de Denys de La Patellière : Hans Joachim Avignon
- 1997 : The Temptation of Franz Schubert de Peter Webber : Franz Schubert
- 1998 : Tess d'Urberville d'Ian Sharp : Alec d'Urberville
- 1999 : Alice au pays des merveilles (Alice in Wonderland) de Nick Willing : Sir Jack, le valet de cœurs / Cad
- 2004 : When I'm 64 de Jon Jones : Little Ray
- 2005 : The Quatermass Experiment de Sam Miller : Professeur Bernard Quatermass
- 2005 : The Man-Eating Leopard of Rudraprayag de John Hay : Jimm Corbett
- 2005 : Faith de David Thacker : Martin

### Réalisateur
- 2017 : Le Dîner des vampires (Eat Locals)